# Faro de Isla Verde
El faro de Algeciras es un faro de sexto orden situado en la localidad española de Algeciras (provincia de Cádiz). Este edificio se encuentra situado en el extremo sur de un antiguo fuerte, en la Isla Verde, isla que ha quedado incorporada dentro del puerto de Algeciras. 

## Historia
El proyecto del faro fue realizado por Jaime Font en 1863, inaugurándose en 1864. Es una torre poligonal de cantería, enlucida con cal. El plano focal se halla a 26 m sobre el nivel medio del mar y a 9 m sobre el terreno. En la actualidad el faro se halla sin servicio, reemplazado por el nuevo balizamiento del puerto.
- Datos: Q3183461
- Multimedia: Isla Verde Lighthouse / Q3183461